# Mai più (Sottotono)
Mai più è un singolo del gruppo rap italiano Sottotono, pubblicato nel 1999 dall'etichetta WEA. Il ritornello del brano è stato realizzato con la cantante Shola Ama.

## Tracce
CD promo
1. Mai più – 3:37